# Ricki Olsen
Ricki Olsen, né le 21 octobre 1988 à Hundige au Danemark, est un footballeur danois. Il évolue au FC Helsingør au poste de milieu droit.

## Biographie
Avec les espoirs danois, il inscrit en juin 2009 un but lors d'un match amical contre l'Islande.
Le 26 octobre 2008, Ricki Olsen fait ses débuts en Superliga avec le Randers FC contre l'Aalborg BK, étant remplacé par Alain Behi à la 85e minute de jeu. Il marque son premier but pour le club, toujours en Superliga, contre l'AGF Århus. Il participe avec le Randers FC à la Ligue Europa en 2009 et 2010 (11 matchs, deux buts)